# Miranda (Italië)
Miranda is een gemeente in de Italiaanse provincie Isernia (regio Molise) en telt 1080 inwoners (31-12-2004). De oppervlakte bedraagt 22 km², de bevolkingsdichtheid is 49 inwoners per km².

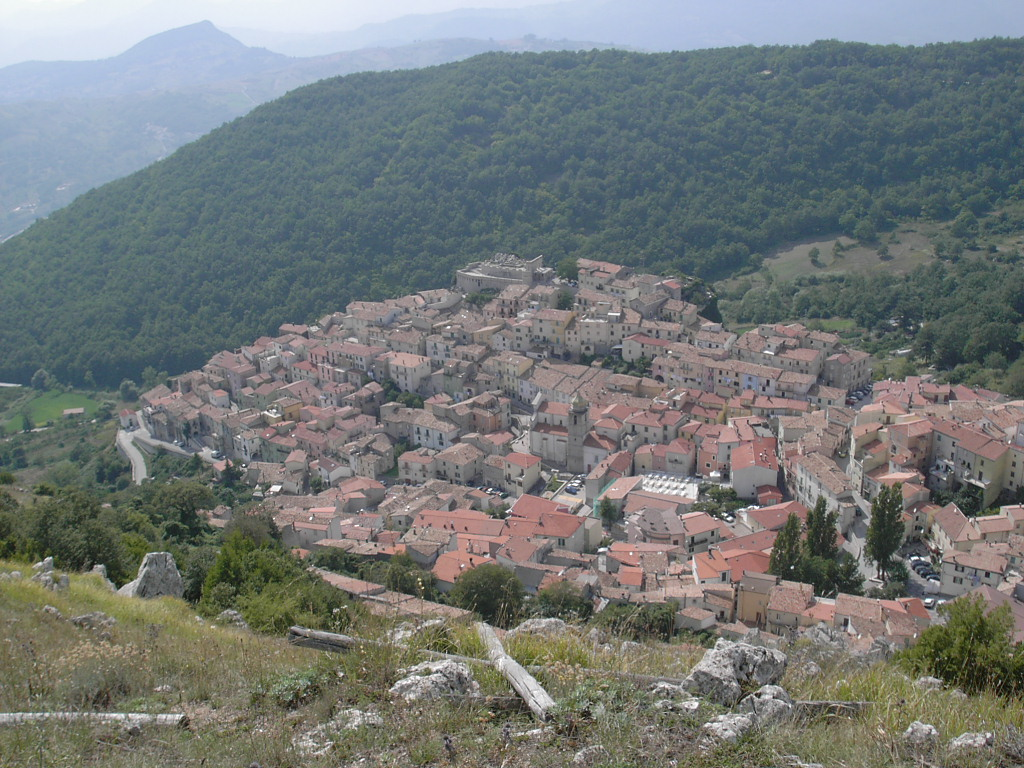
Miranda
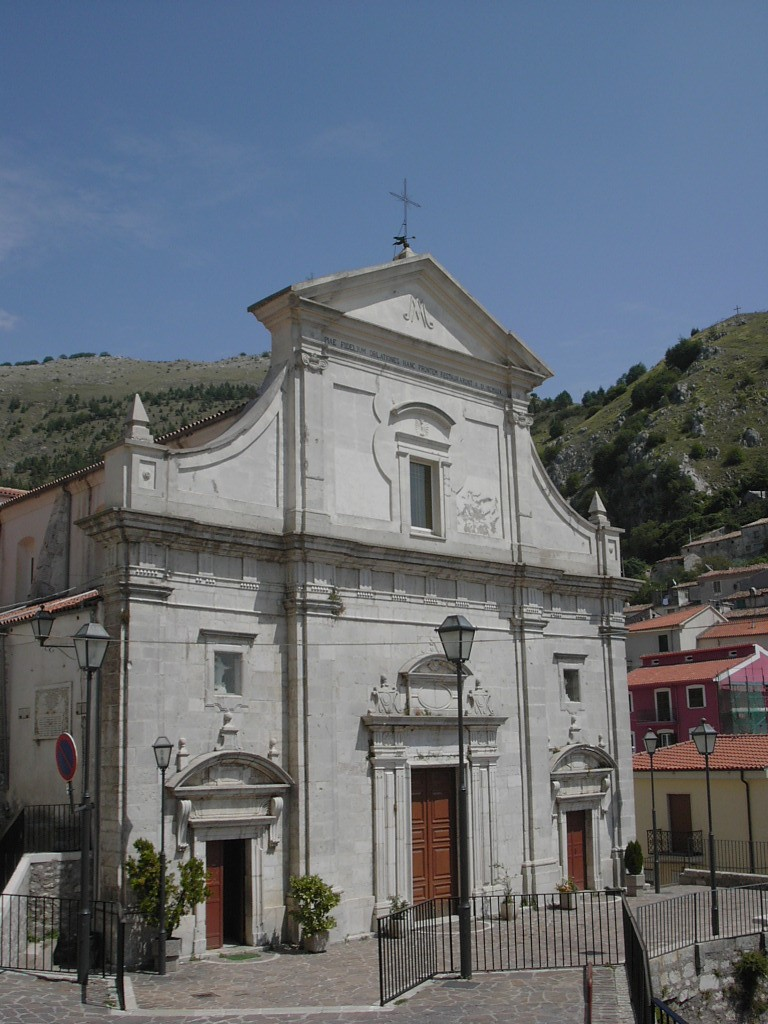
Kathedraal van Miranda

## Demografie
Miranda telt ongeveer 404 huishoudens. Het aantal inwoners daalde in de periode 1991-2001 met 5,5 % volgens cijfers uit de tienjaarlijkse volkstellingen van ISTAT.
| Jaar | Inwoneraantal |
| ---- | ------------- |
| 1991 | 1143          |
| 2001 | 1080          |